# Вурм
Река Вурм (Wurm; Worm) е дълга 53 км. Тя е приток на река Рур в Северен Рейн-Вестфалия в Германия. Извира южно от град Аахен и се влива до Хайнсберг в Рур.